# براندون جنكينز
براندون جنكينز (بالإنجليزية: Brandon Jenkins)‏ هو لاعب كرة قدم أمريكية أمريكي، ولد في 9 فبراير 1990 في تالاهاسي في الولايات المتحدة.

## وصلات خارجية
- براندون جنكينز على موقع مرجع كرة القدم المحترفة.كوم (الإنجليزية)